# Our Uniform
Our Uniform (em persa: یونیفرم_ما) é um filme de animação em curta-metragem iraniano de 2023 dirigido por Yegane Moghaddam.

## Produção
Moghaddam desenvolveu o filme com uma equipe e orçamento muito pequenos, com seu pai atuando como produtor. No filme, uma garota iraniana relembra seus dias de escola através das rugas e tecidos de seu antigo uniforme, literalmente. Em vez de papel, tela ou meio digital, Moghaddam utilizou diretamente o tecido usado na confecção de uniformes escolares.

## Lançamento
O filme estreou no Festival de Cinema Animayo de Gran Canaria no dia 6 de maio de 2023. Além disso, teve uma exibição especial no Festival de Cinema de Animação de Annecy de 2023, ocasião em que venceu o Prêmio Jean-Luc Xiberras de Primeiro Trabalho.

## Prêmios e indicações
| Premiação          | Data de cerimônia   | Categoria                                     | Recipiente(s)    | Resultado | Ref.  |
| ------------------ | ------------------- | --------------------------------------------- | ---------------- | --------- | ----- |
| Oscar              | 10 de março de 2024 | Melhor curta-metragem de animação             | Yegane Moghaddam | Pendente  | [ 4 ] |
| Festival de Annecy | 12 de junho de 2023 | Prêmio Jean-Luc Xiberras de Primeiro Trabalho | Yegane Moghaddam | Venceu    | [ 3 ] |